# Vaccinium dunalianum
Vaccinium dunalianum är en ljungväxtart som beskrevs av Robert Wight. Vaccinium dunalianum ingår i Blåbärssläktet, och familjen ljungväxter.

## Underarter
Arten delas in i följande underarter:
- V. d. caudatifolium
- V. d. megaphyllum
- V. d. urophyllum